# I Got You Babe
«I Got You Babe» — пісня у виконанні Sonny & Cher, що була написана Сонні Боно. Це був перший сингл з їхнього дебютного студійного альбому Look at Us. У серпні 1965 року їхній сингл провів три тижні на першому місці Billboard Hot 100 в Сполучених Штатах де було продано понад 1 мільйон копій і став «Золотою платівкою». Сингл також досяг першого місця у хіт-парадах Великої Британії та Канади.
У 1985 році кавер-версія «I Got You Babe» британського реггі-поп-гурту UB40 за участю американської співачки Кріссі Хайнд посіла перше місце в рейтингу UK Singles Chart і досягла 28-го місця в американському чарті Billboard Hot 100.
У 2008 році сингл був поміщений у Зал слави премії «Греммі».
У 2004 році журнал Rolling Stone поставив пісню «I Got You Babe» на 444 місце свого списку «500 найкращих пісень усіх часів»..

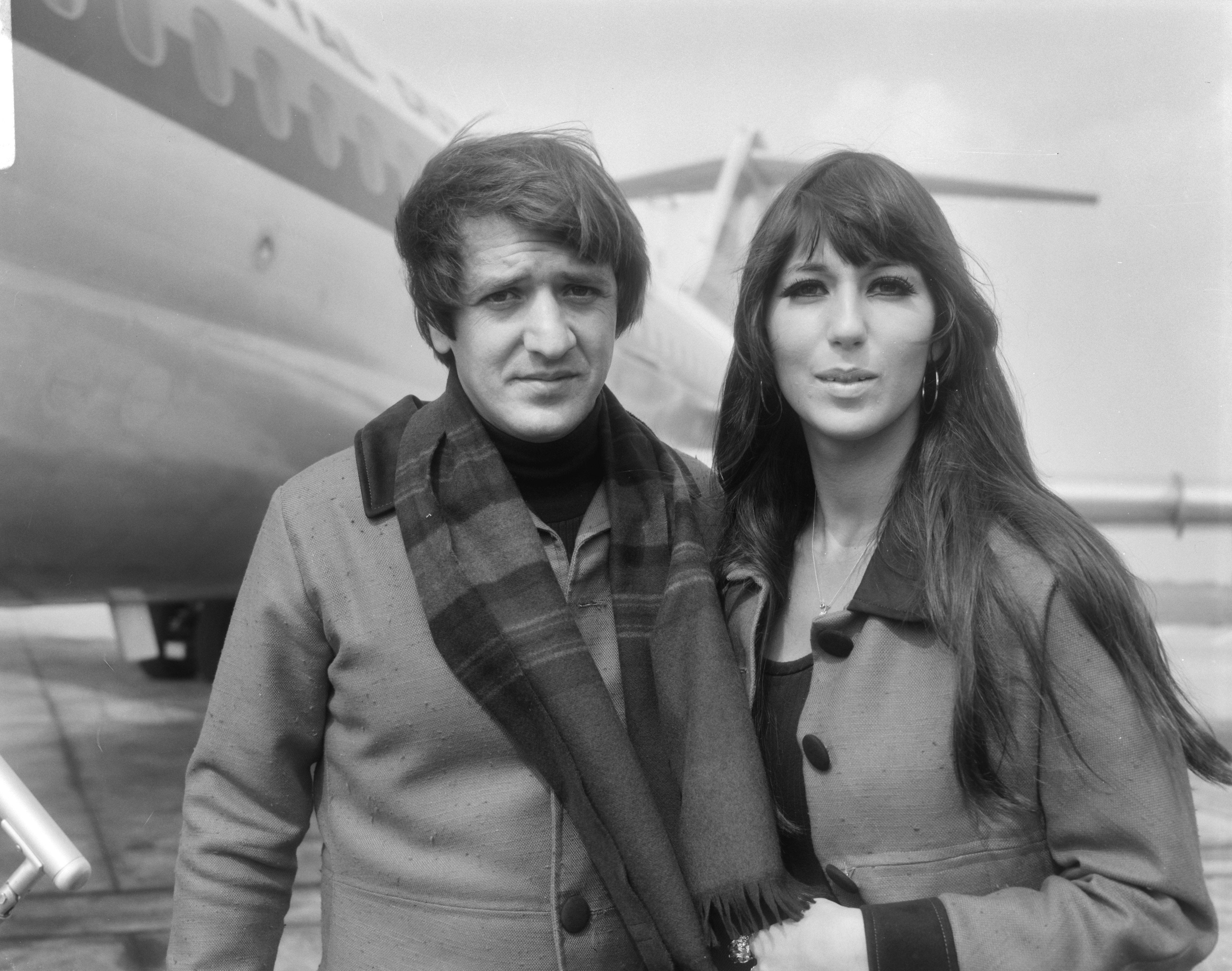
Sonny & Cher, 1966

### У масовій культурі
«I Got You Babe» часто з'являлась в кіно і на телебаченні, включно з програмою, яку вели Сонні та Шер The Sonny and Cher Comedy Hour. Пісня повернулася в масову культуру, коли неодноразово використовувалася як музика для пробудження головного героя у фільмі «День бабака» 1993 року. Після повторного виходу сингл знову потрапив у чарти Великої Британії, досягнувши 66-го місця. Пісню використовували інші фільми, зокрема Гарні часи, Бастер з Філом Коллінзом, Дивись, хто говорить знову, Прибульці в Америці, З тобою чи без тебе, Сильна жінка, Джек і Джилл.

### Відео кліп
На пісню було знято смішне та психоделічне музичне відео, яке активно транслювалося на MTV. У ньому були представлені Шер, Бівіс і Батхед у віртуальному анімаційному світі. У відео анімаційна пара називає свого колишнього чоловіка Боно придурком і дурком, на що Шер погоджується. Відео було поміщено під номером 5 у списку «50 найцікавіших кумедних моментів у музиці», складеному каналом VH1 у 2004 році. 29 квітня 2022 року офіційний канал Шер на YouTube завантажив музичне відео у оновленому HD.